# Андон Миталов
Андон Миталов е български съдия.

## Биография
Кариерата на съдия Андон Миталов започва през 1991 година, когато е назначен за военен следовател към Софийската военно окръжна прокуратура. След 3 години Миталов става военен прокурор и получава чин майор, но през 1999 г. подава оставка. Следва кариера като адвокат.
През 2013 година участва в конкурс за първоначално назначаване в Специализирания наказателен съд. На устния изпит получава 3.95 и ВСС отказва да го назначи. Миталов обаче не се отказва и по-късно започва работа във Върховния административен съд.
През 2019 г. съдия Миталов на два пъти прекратява дело срещу двама души, които са обвинени в това, че са подготвяли убийството на депутата от ДПС Делян Пеевски.
Миталов добива популярност през ноември 2019, когато пуска обвиненият в шпионска дейност председател на сдружение „Русофили“ Николай Малинов да напусне България и да отиде в Москва. Там Малинов е награден с орден лично от руския президент Владимир Путин.
На 4 февруари 2020 г. американският посланик в България Херо Мустафа заявява в интервю за Нова телевизия, че на един българин ще бъде издадена забрана да посещава САЩ заради корупция. Ден по-късно, в реч на Майк Помпео става ясно, че този българин е именно Миталов.